# Cannock Chase

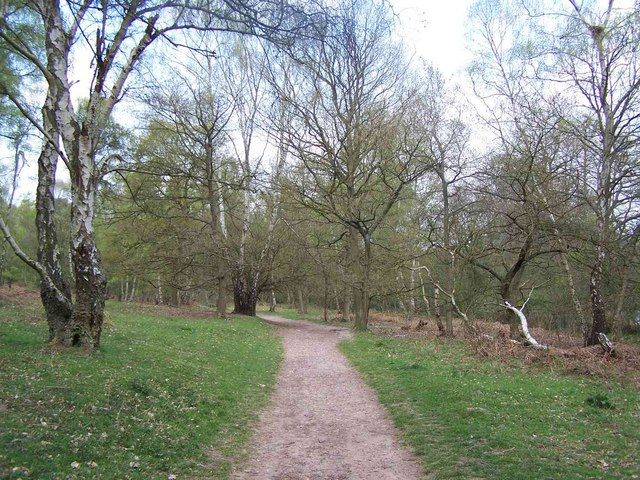
Abraham's Valley

Cannock Chase – las w środkowej Anglii, w hrabstwie Staffordshire, w dystryktach Cannock Chase i Stafford, położony pomiędzy miastami Cannock, Rugeley i Stafford.